# Irina Ratuixínskaia
Irina Boríssovna Ratuixínskaia (Odessa, 4 de març de 1954-Moscou, 7 de juliol de 2017) fou una poeta, editora i activista polítican russa, dissident de la Unió Soviètica.

## Vida
Irina Ratuixínskaia va néixer a Odessa, Ucraïna. El seu pare era Borís Leonídovitx, un enginyer, i la seva mare Irina Valentínovna Ratuixinski, una mestra de literatura russa. Tingué una germana.
La família de la seva mare era originària de Polònia, i l'avi va ser deportat a Sibèria poc després de l'aixecament de gener, un aixecament polonès contra el reclutament forçós per a l'exèrcit rus el 1863.
Ratuixínskaia va estudiar a la Universitat d'Odessa i es va graduar amb un títol de mestratge en física el 1976. Abans de la graduació va ensenyar a una escola primària a Odessa a partir de 1975-78. Fou poeta resident a la Universitat Northwestern.
Els darrers anys de la seva vida visqué a Moscou amb el seu marit, l'activista dels drets humans Ígor Geràsxenko, i els seus dos fills. Escrigué guions per a diverses sèries de televisió, incloent-hi «Les aventures de Mukhtar», «Taxista», «Aeroport», i «Advocat jurat». Fou editora literària de la sèrie Moia prekràsnaia nyanya (La meva bella mainadera).

## Persecució política
El 17 de setembre de 1982 Ratuixínskaia va ser detinguda per agitació antisoviètica L'abril de 1983, va ser declarada culpable d'«agitació portada a terme amb el propòsit de subvertir o afeblir el règim soviètic», condemnada a set anys de camp de treball, seguits de cinc anys d'exili intern. Fou posada en llibertat el 9 d'octubre de 1986, a la vigília de la cimera de Reykjavík, Islàndia, entre el president Ronald Reagan i Mikhaïl Gorbatxov.
Durant la seva reclusió, Ratuixínskaia va continuar escrivint poesia. Els seus treballs anteriors estaven generalment centrats en l'amor, la teologia cristiana, i la creació artística, no en la política com els seus acusadors havien declarat. Les noves obres que va escriure a la presó, que van ser escrites en sabó fins a ser memoritzades i després rentades, sumen uns dos-cents cinquanta. Expressen una estima pels drets humans, la llibertat en general, la llibertat política en particular, i la bellesa de la vida. Les seves memòries, Gris és el color de l'esperança, rus: Серый — цвет надежды Seri — tsvet nadejdi, són una crònica de la seva experiència a la presó. Els poemes posteriors relaten la seva lluita per suportar les dificultats i els horrors de la vida a la presó. Ratuixínskaia és membre del PEN Club Internacional, que supervisà la seva situació durant el seu empresonament.

## Exili
El 1987, Ratuixínskaia se'n va anar cap als Estats Units, on va rebre el Premi de la llibertat religiosa atorgat per l'Institute on Religion and Democracy. El mateix any va ser privada de la ciutadania soviètica per part del Politburó. Fou també poeta resident a la Universitat Northwestern entre 1987-1989. Va viure a Londres al Regne Unit, fins al desembre de 1998, quan va tornar a Rússia per educar els seus fills a l'escola russa després d'un any de tràmits perquè li fos restituïda la seva ciutadania. El 1999, se li va tornar la ciutadania russa.

## Obres
- Стихи ('Poemes'), Ann Arbor, 1984
- Вне лимита ('Més enllà del límit'), Frankfurt/Moscou. Possev, 1985
- Я доживу ('Jo visc'), Nova York, 1986
- Сказка о трёх головах ('Història de tres caps'), Tenafly, Nova Jersey, 1986
- Стихи ('Poemes'), Londres, 1986
- «Серый — цвет надежды» ('Gris és el color de l'esperança'), Londres, OPI,1989; Khàrkiv, 1994
- Стихи, Одесса ('Poemes, Odessa'), VPTO Cinema Centre, 1993, 262 p.
- «Одесситы» ('Odessans'), novel·la, Moscou. Vagrius, 1996; AST 2001
- «Наследники минного поля» ('Hereus del camp de mines'), novel·la, M., ACT 2001
- «Тень портрета» ('L'ombra del retrat'), novel·la, M. Gudjal Press, 2000
- «Стихотворения» сборник стихов («Poemari, una col·lecció de poemes"), BastianBooks, Moscou, 2012

## Adaptacions
Sally Beamish ha musicat alguns dels seus poemes (No, I'm not afraid, 1998)